# Histoire de la monnaie
 (septembre 2017).
Si vous disposez d'ouvrages ou d'articles de référence ou si vous connaissez des sites web de qualité traitant du thème abordé ici, merci de compléter l'article en donnant les références utiles à sa vérifiabilité et en les liant à la section « Notes et références ».
L'histoire de la monnaie commence avec les espèces et les transactions, et ne saurait être réduite dans sa matérialité aux objets que sont la pièce de monnaie ou le support papier. Elle est une condition essentielle de l'activité économique. Son histoire n'est pas dissociable de l'évolution des pratiques des agents économiques comme de celles de ses formes concrètes : soit depuis l'invention des pratiques et formes primitives de la préhistoire jusqu'aux pratiques et formes les plus avancées de l'époque contemporaine, conséquence d'un lent processus de dématérialisation.

## Création

### Formes primitives ou protomonnaies

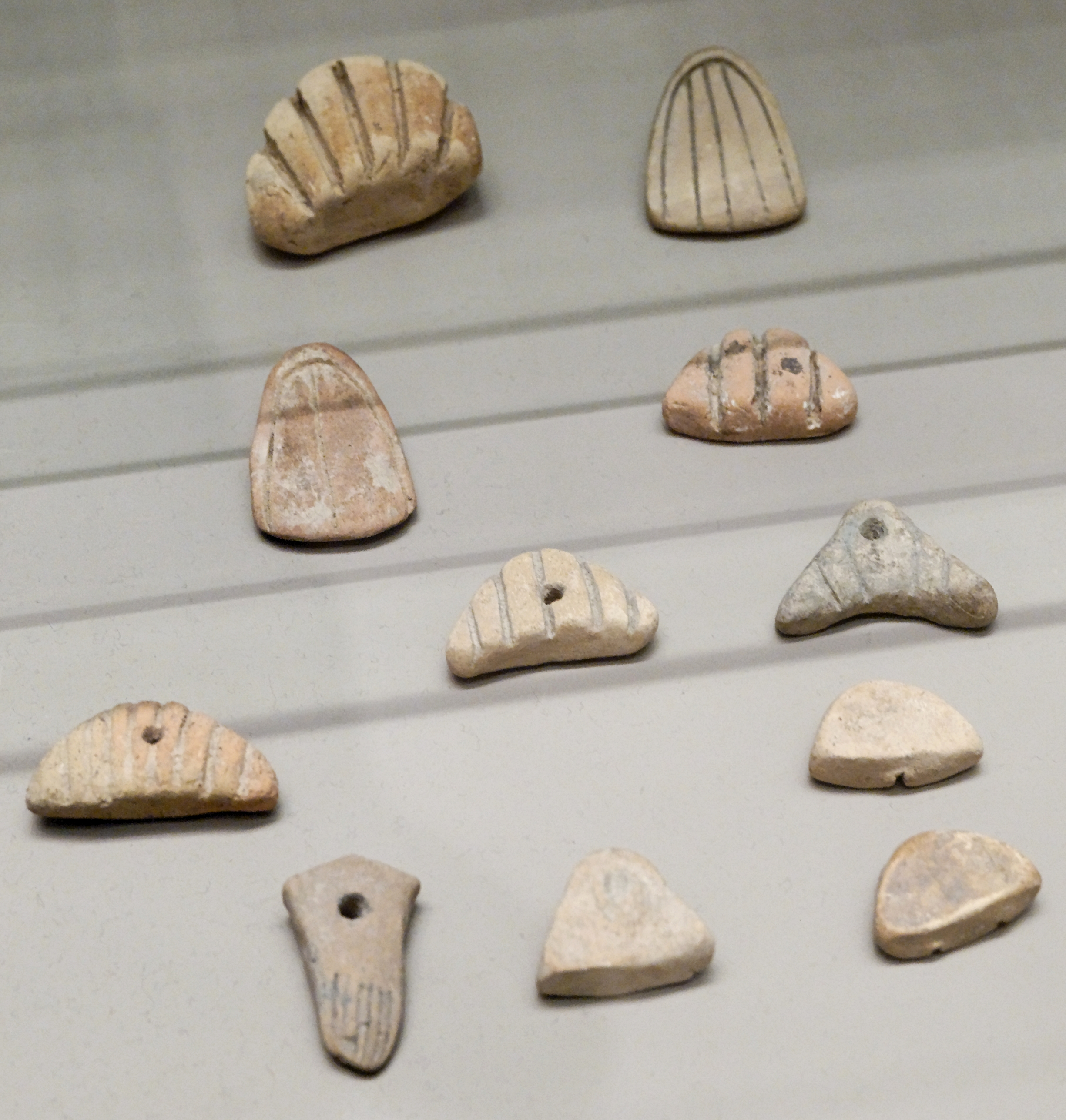
Jetons de terre cuite, Suse/Uruk

Il n'est pas possible de situer avec précision l'invention de la monnaie. Adam Smith voyait dans le développement de la division du travail au sein de la société avec la révolution néolithique et l'intensification des opérations de troc les raisons de l'essor de la monnaie, facilitatrice des échanges économiques. Cette théorie du troc primitif est cependant un mythe propagé par les économistes libéraux du XVIIIe siècle, les économies pré-monétaires étant plus basées sur le crédit que le troc.

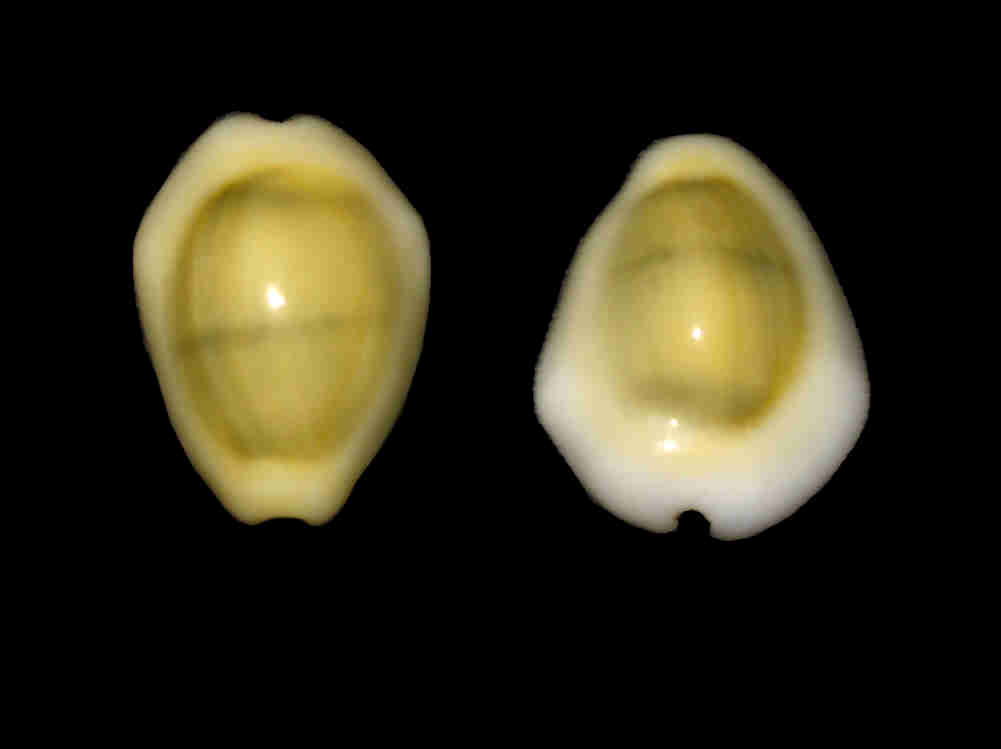
Cypraea moneta, ou cauri.

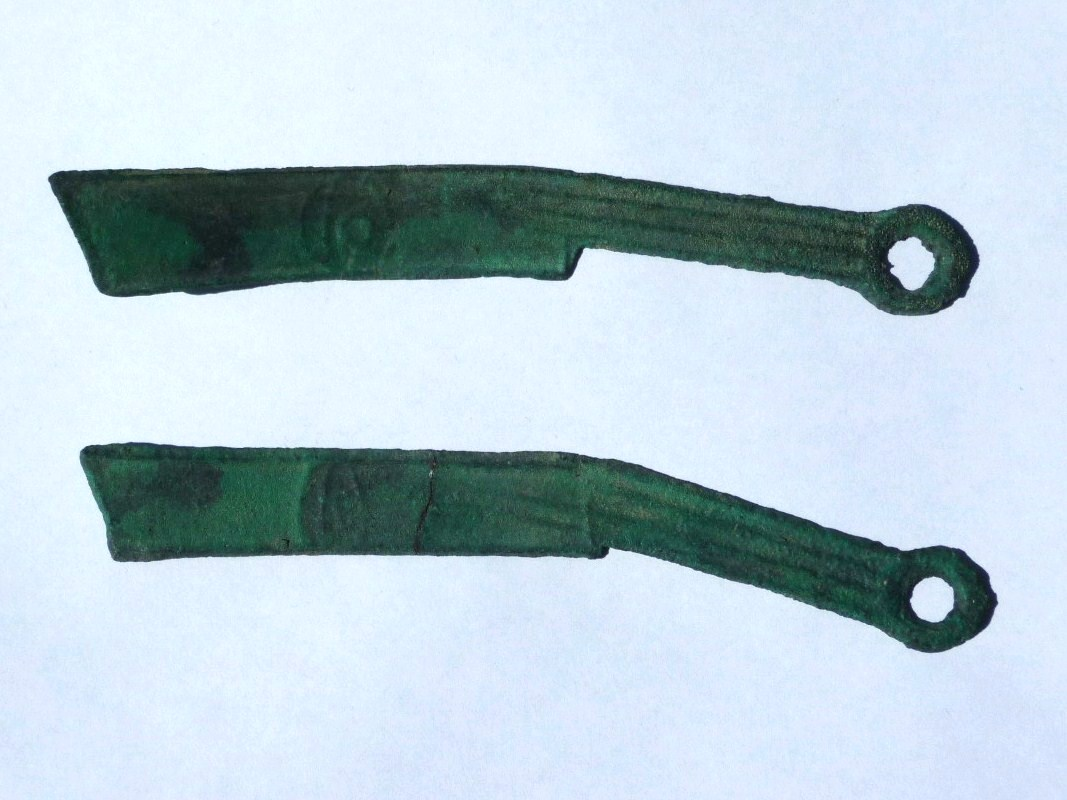
Deux monnaies en forme de couteau (Yidao, Mingdao), Chine, Dynastie Zhou, Royaume de Yan, 600-200 av. J.C.

Pourtant les origines de la monnaie sont aussi indissociables des échanges sociaux et rituels. Et si l'on a constaté des pratiques très anciennes telles que le fait qu’un objet soit mis en réserve pour un usage d’échange ultérieur ou soit utilisé régulièrement comme contrepartie des échanges ou qu’un symbole de dénombrement est employé pour comptabiliser un bien, alors les premières monnaies remontent aux racines de l’humanité.
La liste des matières ayant servi à l’une ou l’autre de ces fonctions se révèle être très diverse : épargner, troquer, compter peut se faire à l'aide de n’importe quelle matière. Pour les tout petits achats, où la perte à l’échange n’a pas grande importance, on a utilisé de tout temps comme moyen d’échange des objets commodes à transporter et sans réelle valeur propre sans que cela soit véritablement des monnaies (cf.le concept de monnaie de commodité.
Depuis les temps préhistoriques, les humains comptent et échangent leurs biens. Pour ce faire, les formes premières de la monnaie sont des plus variées car chaque groupe humain se dote d'un étalon susceptible d'être crédible et accepté par toute une communauté, voire au-delà :
- Matières naturelles : la pierre, le sel qui sert à payer les légionnaires romains (c'est l'origine du mot salaire), l'ambre, les pierres précieuses, les petits lingots de métal plus ou moins précieux.
- Produits agricoles, d'élevage ou de cueillette : bétail (tel le bœuf dans le monde indo-européen d'où découle le latin pecus ou le sanskrit rupa à l'origine du mot roupie), grain de blé, graine de cacao, grain de poivre, feuille de tabac, peau de bêtes, morue séchée, feuilles de thé, etc. Les Américains appellent familièrement le dollar « buck » qui désigne un cervidé mâle, mot dont l'origine daterait de l'époque où, les pièces de monnaie étant rares, une balle de peaux de cerf pouvait faire office de monnaie d'échange que l'on appréciait à l'aune des pièces d'argent alors en circulation[4].
- Produits artisanaux : pagne (Égypte, Afrique), verroterie (GnaïGnaï, perle « œil de chat » du Sénégal en Afrique), couteaux (Chine), araires (Chine), haches métalliques (Chine, pays celtiques), hachoirs (peuples précolombiens), métrage de tissu (Égypte, Amérique du Sud et du Nord, Afrique (Les Gabback du Nigéria), scandinavie médiévale(Vaðmál)), anneaux (Égypte), trépieds métalliques (Grèce), fer martelé (Guindja d'Afrique centrale), alcool (Amérique), fusils (Amérique), coquillages (tels les cauris) ou objets symboliques tels que les « monnaies-haches » de la fin de l'âge du bronze découvertes en Bretagne, etc.
- Êtres humains : esclavage[réf. nécessaire]

En Inde, puis dans tout le Pacifique, l'usage de monnaies primitives est général au Ve siècle avec des coquillages tels que le cauri (Monetaria moneta ou Cypraea moneta, en tamoul : kauri) utilisés comme monnaie d'échange. On le constate au début du XIVe siècle aux Maldives, d'où les commerçants arabes les ont exportées vers la côte est de l'Afrique. Elles transitent ensuite par le Soudan jusqu'en Guinée, puis vers la Mauritanie et jusqu'aux Berbères de l'Atlas. Jusqu'au XIXe siècle, les « valeurs-kauri » se diffusent avant tout en Afrique de l'Est, particulièrement à Zanzibar et en Éthiopie. Après 1870, les gouvernements coloniaux occidentaux entendent interdire les « valeurs-kauris » en tant que monnaie. Mais les autochtones y sont habitués et les utilisent toujours comme « menue monnaie ». C'est seulement en 1955 que l'usage des « valeurs-kauri » cesse presque totalement.
Chez les Aztèques, au XIVe siècle, la fève de cacao est l'un des moyens d'échange reconnu dans toute la Mésoamérique. Un esclave vaut alors 100 fèves, les faveurs d'une courtisane 80 fèves, un lapin, 10 fèves et l'aumône à un mendiant 3 ou 4 fèves. Il est évident ici que la valeur de la monnaie n'est pas strictement égale à la valeur marchande des fèves. Les populations amérindiennes du nord-est utilisaient des colliers de wampum.
Certaines de ces formes primitives de monnaie perdurent jusqu'au XXe siècle. Ainsi l'exemple des manilles ou des coquillages dans certaines régions d'Afrique, du sel au Tibet, des cauris en Chine, en Inde et en Afrique. Des formes de troc sont réapparues au XXe siècle consécutives à d'importants conflits militaires, entraînant une pénurie d'espèces métalliques, parfois une hyperinflation, et des périodes de désordre et de pauvreté : 1919-1923 en Allemagne, 1944-1947 en Allemagne, Angleterre, France et Italie.
En Kabylie, du fait de la pauvreté des habitants, du XIVe siècle au XIXe siècle, l'argent devient propriété publique commune à chaque village. La monnaie utilisée était le Réal et le doro, des pièces en argent. Pour les petites transactions privées (à entendre hors-impôts et amendes), on utilisait les fèves de haricots kabyles, ainsi, le plus riche ou le bourgeois était celui qui avait le plus de terres pour cultiver ces haricots.

### Formes plus avancées des unités de compte
De manière parallèle, d'autres pratiques se développent. Les unités de compte, qui se mettent en place 2 500 ans avant notre ère, sont souvent dérivées des unités de poids.
- En Mésopotamie, une unité de compte, le mine, est en usage par exemple dans l'empire d'Akkad (2300-2200 av. J.-C.). Les premières écritures cunéiformes, sur des tablettes d'argile, révèlent des écritures comptables. Un système de gestion administrative des dettes et des créances se développe en se fondant sur la comparaison de la valeur des produits échangés avec des "valeurs-étalons" connues de tous (quantité donnée de céréales, de tête de bétail, d'or, ou d'argent). Quelques extraits du recueil de lois de la cité d'Ur font également référence au sicle, qui sert d'unité de poids ainsi que de devise monétaire.
- En Égypte, comme en Mésopotamie, la monnaie scripturale existe bien avant la monnaie fiduciaire (plusieurs milliers d'années)[1]. L’Égypte des Pharaons dispose d’une série d’unités de compte : le deben (« anneau de métal »), ou le sénious qui équivaut à son douzième, sont utilisés quotidiennement par les scribes. Mais avec l'intensification et la diversification des échanges, se met en place une comptabilité bien trop lourde. Il n'y a aucune certitude que ces anneaux métalliques ait été une forme de monnaie[6].
- En Chine, à côté des coquilles kauris (ou cauris), utilisées entre la fin du IIe millénaire avant notre ère et le XVIe siècle, on note l'usage d'une pièce d'étoffe estampillée faisant office d'un titre de paiement, proche dans son fonctionnement du billet de banque lequel fut également inventé en Chine (le jiaozi)[7].
- À niveau de développement comparable, les Aztèques disposent d’un système de numération et également d’une unité de compte étalon, le Quachtli (en), qui est égale à 100 cabosses de cacao, ou à une pièce de coton appelée Ixtle.

Mais la forme très hiérarchisée de ces sociétés, le peu de liberté des producteurs, le faible nombre de produits, la faible division du travail, le rôle écrasant des autorités dans la collecte et la répartition des productions, expliquent sans doute que ces unités de compte ne circulaient pas. En Égypte, seul le troc était légalement autorisé[réf. nécessaire]. Chez les Aztèques, on ne commence à voir une circulation de la cabosse de cacao qu’à partir de l’arrivée des Européens,.
Il reste que ces premiers usages soulignent combien la monnaie repose sur la confiance. Constatation renforcée par l'étymologie de certains termes financiers comme « crédit » qui vient du latin credere = croire, avoir confiance et « fiduciaire » qui vient du latin fiducia = la confiance.

### L'invention de la monnaie métallique
Du fait qu'ils sont recherchés par beaucoup de peuples, la valeur des métaux est intrinsèque (« commodity money »), avec les qualités d'être incorruptible (donc durable), homogène, malléable (donc facilement divisible et pouvant porter une empreinte) et relativement rare.

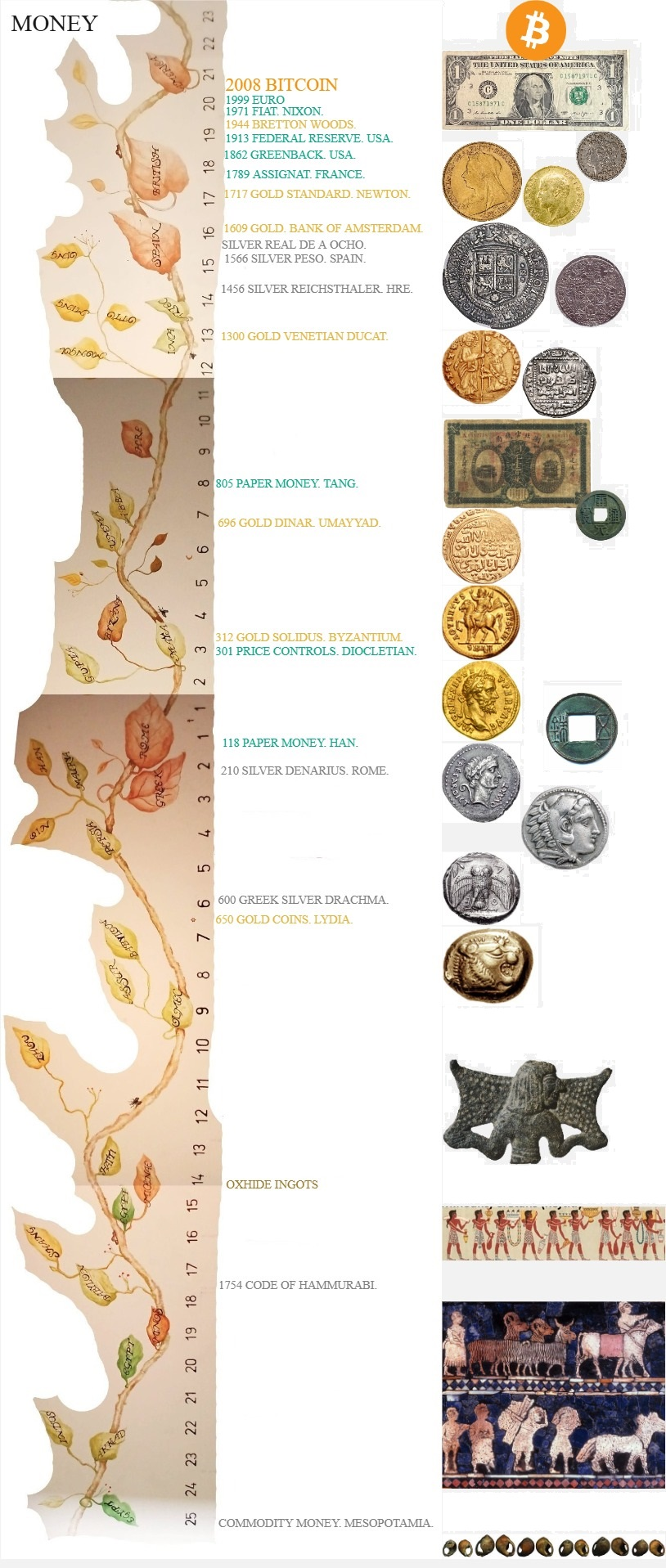
Histoire de la monnaie

#### La transgression des rois lydiens

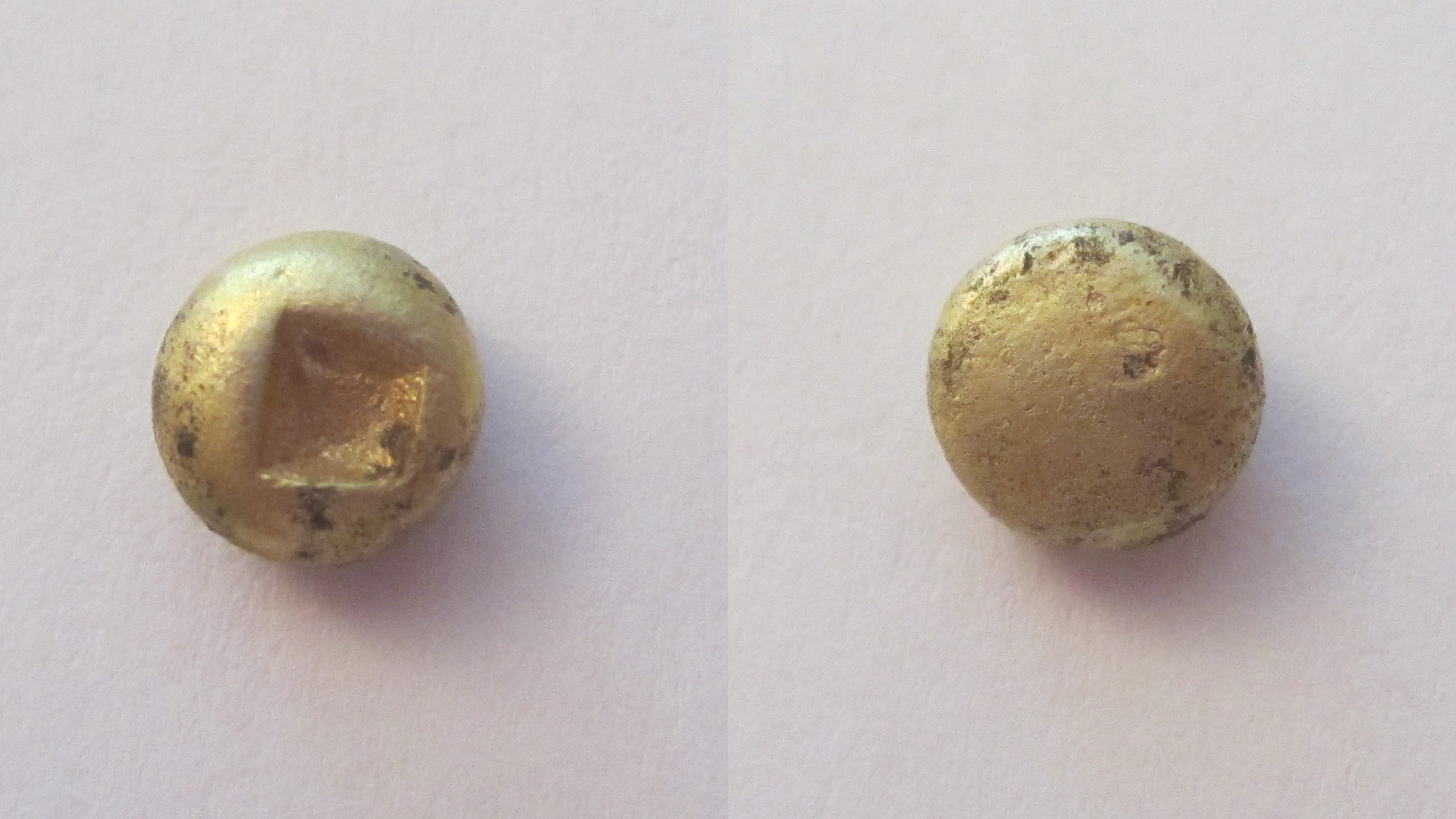
Ionie, cité indéterminée. Douzième de statère d'électrum (1,09 gramme) vers 650 av. J.-C. L'étalon est milèsiaque. L'avers est plat ; le revers un carré creux pyramidal.

L’utilisation de l'or et de l'argent comme moyen d'échange est attestée depuis 4 000 ans av. J.-C. : les Thraces sont les anciens peuples à travailler l'or. Dans tout le bassin méditerranéen les métaux précieux et rares sont revêtus d'une forte dimension symbolique proche de celles de la religion et du pouvoir :
- À la religion : les sanctuaires grecs conservaient par tradition les « trésors ».
- Au pouvoir : par l’intermédiaire des tributs qui étaient acceptés en toute matière y compris l’or ou les objets précieux comme les trépieds métalliques.
- L’abandon progressif des sacrifices humains (au VIIe siècle av. J.-C.) pour se concilier les dieux laisse place aux sacrifices d'animaux et aux donations en objets de valeur, notamment en or. Dans les temples, la représentation de Dieux en métal précieux perdurera longtemps (exemple la statue chryséléphantine d'Athéna au Parthénon). « L'argent servait de tribut et n'était pas mis en circulation »[12]. Le dicton égyptien « l’or est le sang des Dieux »[13],[14], fut et reste valable bien au-delà de l’Égypte antique[15].
- Les sanctuaires sont le lieu d’une intense activité de dons et de contributions. L'ékaté est un impôt religieux du « dixième » du même type que la dîme. « Les sanctuaires grecs sont incontestablement des agents économiques et les Dieux sont des manieurs d'argent »[16]. Les pratiques religieuses autour de la monnaie continueront après la création de la monnaie : la tradition de mettre une obole dans la bouche des défunts traversera les âges grecs anciens (la pièce était symboliquement offerte à Charon, gardien du Styx et passeur du fleuve barrant l’entrée de l’empire des morts).
- La civilisation marchande des Hittites remplace le règlement en orge des transactions commerciales par le paiement en lingots d'or.

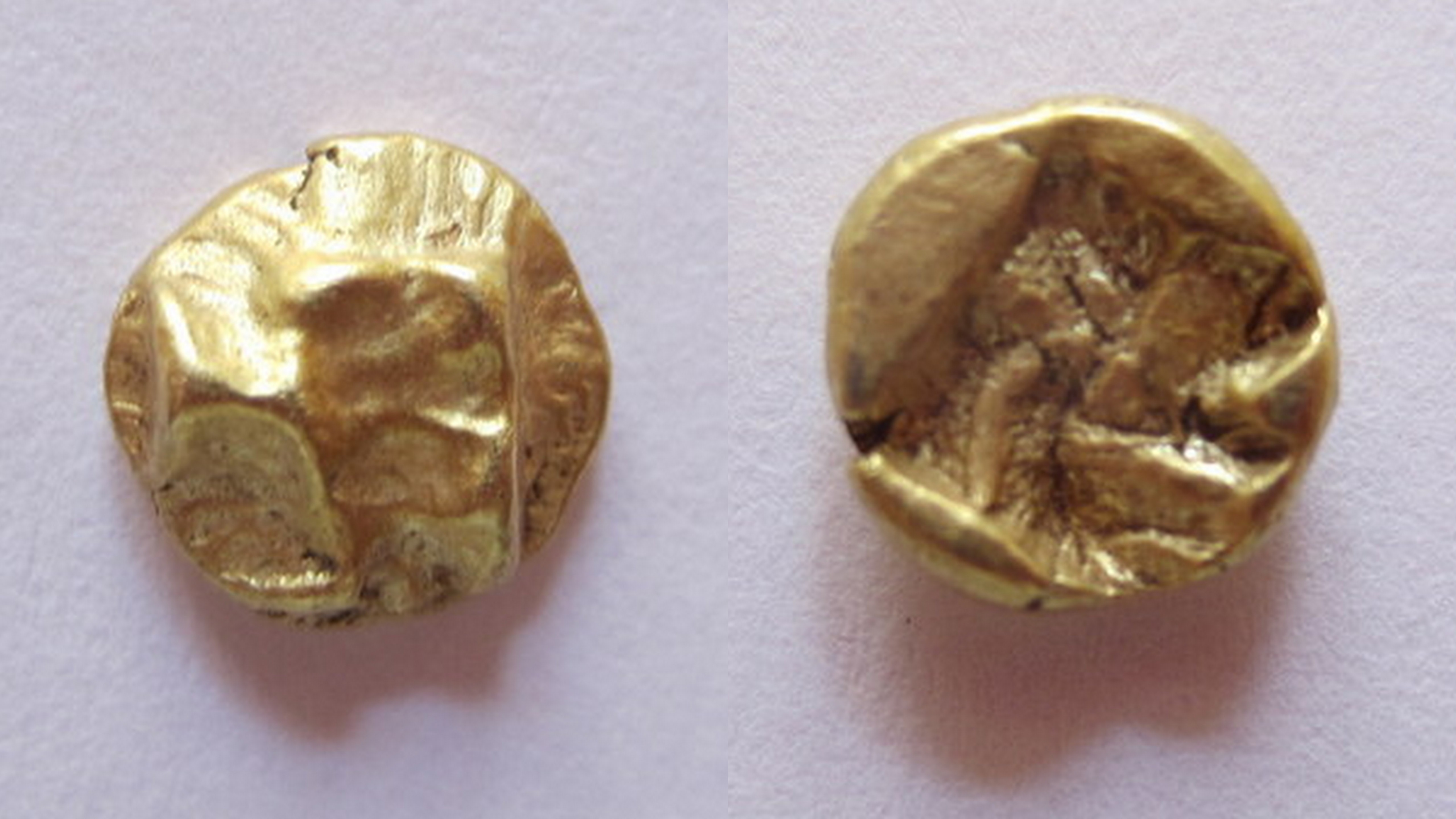
Ionie, VIIe siècle avant notre ère; cité incertaine. 1/24e de statère d'électrum (0,7 gramme) avec formes géométriques frappé entre 625 et 600 av. J.-C. Avers: Swastika en relief ; Revers : Swastika en creux.

L'invention des premières ou parmi les premières pièces métalliques en Occident serait l'œuvre des Grecs d'Asie Mineure au VIIe siècle av. J.-C. Des dépôts de fondation placés vers 600 sous le temple d'Artémis à Éphèse sont constitués de plusieurs formes pré-monétaires et de véritables monnaies : « des masses de métal non frappées mais de taille uniforme, d'autres frappées d'un côté et gravées de l'autre, et enfin de véritables pièces, frappées des deux côtés d'un motif représentant un lion ». 
- L'idée de frapper des pièces en métal précieux naît donc autour de la mer Égée vers 650 av. J.-C., car on a retrouvé aussi des pièces frappées à Sardes par le roi Alyatte II, qui règne sur la Lydie entre 610 et 560 av. J.-C. L'inventeur de la monnaie - au sens actuel du terme et s'il faut en croire Hérodote (I, 94) - serait un roi de Lydie (Gygès, r. 708/687 - 680/648) qui -en 687 av. J.-C.- substitue aux lingots d'or des morceaux d'électrum (alliage naturel d'or et d'argent provenant de filons locaux) dotés des caractéristiques suivantes : poids invariable, même forme et marqués d'un signe authentifiant leur étalonnage. Désacralisation partielle de l’or et circulation sous forme de pièces sont d’autant plus facilement acceptées qu’elles permettent de se dégager de ses obligations régulières vis-à-vis des Dieux et du temple. Le commerce des prostituées (proches des temples) et l’ensemble du commerce de détail local sont bientôt alimentés par ces pièces de monnaie qui se révèlent pratiques et qu’on est à peu près sûr de pouvoir échanger contre tout bien disponible à la vente[18]. Toutefois, Aristote attribue l'invention de la monnaie métallique (ou son introduction dans le monde grec) à la princesse Hermodiké, femme du mythique roi Midas.

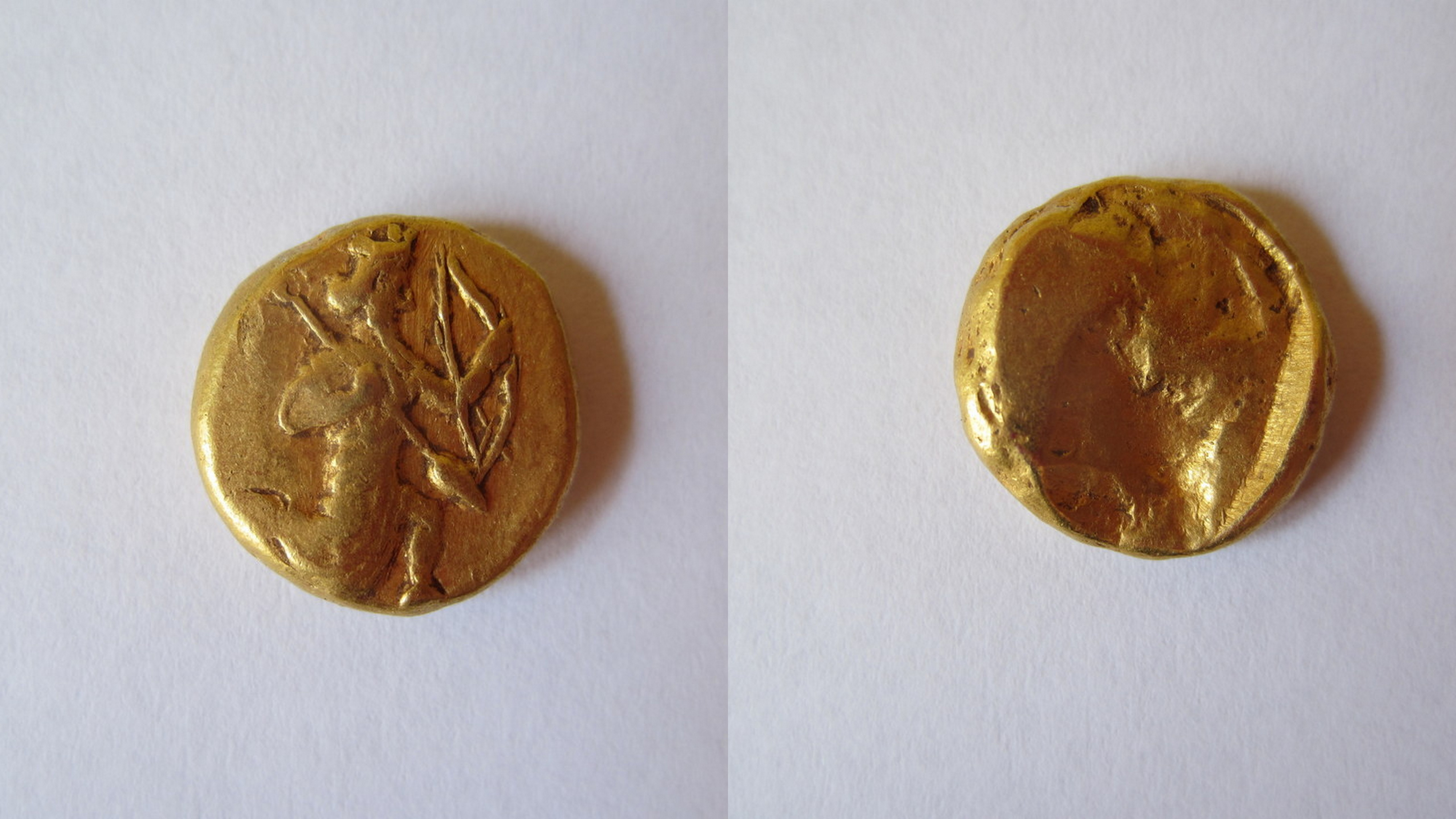
Royaume de Perse. Darius III (336-330 av. J.-C.). Darique d'or (8,36 grammes) représentant le roi agenouillé tenant un arc et une lance.

- Plus tard, les Perses achéménides ayant conquis Babylone, battent monnaie à leur tour : Celle-ci a force libératoire et repose sur le bi-métallisme (une monnaie d'Or valant treize et demi monnaies d'argent). L’histoire des innovations monétaires des trois derniers rois de la dynastie des Mermnades, Alyatte II (610-560 av. J.-C.) et Crésus (560-546 av. J.-C.), en Asie Mineure occidentale racontée par Hérodote[19] a été confirmée depuis par les études archéologiques et numismatiques[20]. L’or du fleuve Pactole, la manufacture des pièces et leur circulation dans les villes, les îles (en particulier Égine grâce à l'or de Siphnos) et jusqu’aux colonies grecques lointaines (des pièces ont été utilisées à Marseille dès la fondation de la ville) ouvrent une nouvelle page de l’histoire de l’humanité. « La monnaie n'a sans doute pas été créée pour faciliter les transactions mais aussitôt créée elle a été adoptée par le commerce ». « La monnaie a accompagné l'apparition du commerce de détail »[21].

Le souvenir de ces premiers temps est conservé dans notre vocabulaire.
- L'expression « Toucher le pactole » évoque le fleuve Pactole de Lydie,d'où sont extraites les pépites faites d'un mélange d'or et d'argent, alliage nommé électrum et dans lequel ont été frappées les pièces les plus anciennes. Voir aussi le mythe du roi Midas.
- Crésus - le richissime roi du VIe siècle av. J.-C.- fonde un système bimétalliste grâce aux progrès de la métallurgie désormais capable de séparer l'or de l'argent.

#### La mise en œuvre d’un système monétaire complet à Athènes
Selon certains, l’invention de la monnaie aurait eu un rôle aussi important que celle de la roue, de la boussole ou de l’imprimerie[réf. souhaitée].
Sans la monnaie, la distribution des biens ne peut se faire que de trois façons :
- le don ;
- la réquisition ;
- l’échange sous forme de compensation : troc de marchandises, ou paiement de prestations en nature ou « au pair ».

L’échange compensatoire est très compliqué pour les individus et encore plus pour les pouvoirs publics : comment rémunérer une grosse armée et des cohortes de fonctionnaires ? La réquisition et la fourniture directe des moyens d’existence élémentaires, agrémentées par la perspective du pillage est une chose. La mobilisation de citoyens libres en est une autre.
La révolution athénienne est celle de la rationalité, de la citoyenneté, des libertés publiques, de la science théorique et appliquée, de l’innovation économique, de l’expansion par le commerce et par la guerre. La monnaie permet à ces mouvements de s’exprimer complètement.
La Cité peut rémunérer les citoyens libres qui la servent avec des pièces qui permettront d’accéder aux marchandises librement échangées par des producteurs ou des commerçants libres. Les productions se diversifient, les échanges s’intensifient, le prêt devient facile, la commandite d’expéditions lointaines aussi. Les hommes quittent les campagnes (où ils étaient près des vivres) pour les villes (où la monnaie permet de se fournir en vivres).
La monnaie athénienne est une nomisma, de nomos, la règle. La monnaie est frappée sous contrôle public et a cours légal, c'est-à-dire que si les autorités peuvent rémunérer avec elle ses prestations, les citoyens peuvent réciproquement payer leurs impôts avec elle. Ils peuvent aussi solder les dettes de toute nature. La monnaie grecque a un caractère légal et juridique. Les indemnités accordées par les juges peuvent se faire en monnaie, une nouveauté pleine d’intérêt qui limite les pensions en nature et les cessions de terre.
Dracon fixait précédemment les amendes en « têtes de bétail », un système fort peu pratique.
La monnaie est l’enfant des libertés publiques, et se voit garantie par les autorités. Dostoïevski dira « la monnaie est de la liberté frappée ». Elle est aussi le symbole de la force de la cité, car la cité la plus prospère et la plus forte peut montrer sa supériorité par l’exposition de son numéraire. La tradition de symboliser les « temples de l’argent » par une réplique du Parthénon date de là.
En vérité, Athènes monétise principalement l’argent, d’où l’identité historique entre monnaie et argent. Mais l’Asie mineure conservera le bimétallisme et même le tri métallisme initial de Crésus avec des monnaies en or, en argent, ou en électrum, avec un rapport relativement stable entre elles : l’or est à l’argent dans un rapport de 1 à 13 1/3. La drachme, le statère et le sicle deviennent les unités de compte de la civilisation helléniques après avoir été des unités de poids.
Athènes ne monétisera l'or que rarement et dans des conditions d'urgence militaire. Vers 406, les sept statues d'or du Parthénon sont monnayées, sous forme de Statère et de Tétradrachme avec un ratio 1/12 avec les équivalents en argent. Il faudra attendre 267-265 av. J.-C. pour qu'un second monnayage d'or soit organisé.

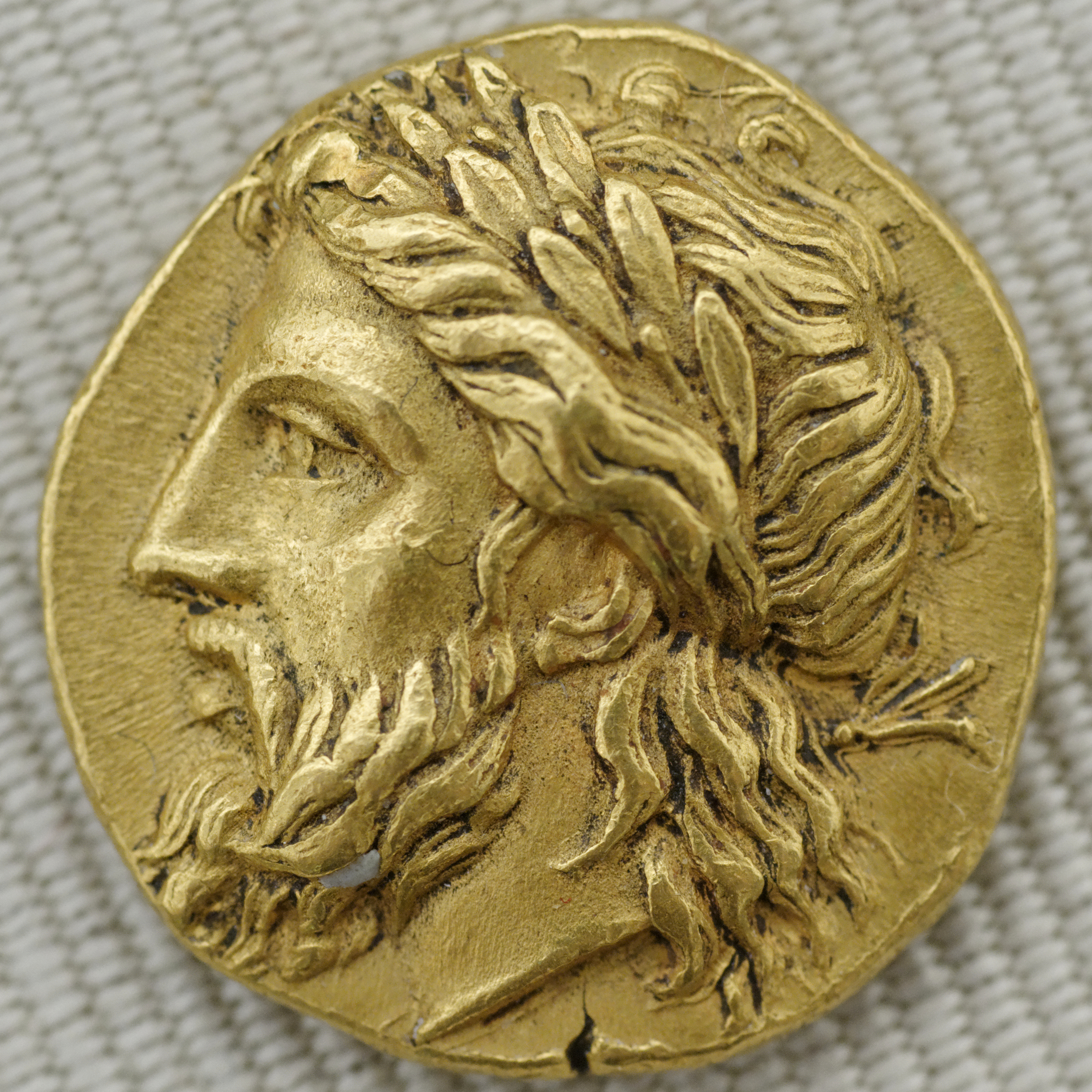
Statère grec représentant Zeus

En revanche les mines d'argent du Laurion en Attique emploient en permanence entre 20 et 30 000 personnes, principalement des esclaves, ce qui donne une idée de l'importance de la monnaie dans le monde hellénique.
Alexandre le Grand, après Philippe II de Macédoine, enrichi par la conquête des mines du Mont Pangée, profite de la révolution monétaire qui permet de rémunérer des mercenaires pour financer de grandes armées qui conquerront toute l’Asie mineure jusqu’en Inde et en Égypte. Pendant tout son périple, il identifie les mines d’or et d’argent et monte partout des ateliers de frappe de monnaie. La monnaie est le « nerf de la guerre », dès ses débuts. « Ce n'est pas Philippe mais l'or de Philippe qui prit les villes de Grèce »… et d'ailleurs.

## L’expansion de la monnaie métallique dans l’Antiquité
La monnaie métallique gagne sur le modèle grec tout le monde antique, en dépit de certaines résistances comme celle de Sparte qui affichait son mépris pour la monnaie et un adversaire qui l'utilisait (la cité ne viendra à la monnaie qu'à partir du IIIe siècle av. J.-C.) ou des Phéniciens, peuple pourtant de négociants qui attendront également quelque temps avant d'entrer dans le système. Elle sera un élément central de la vie économique et politique des empires tels Rome ou la Chine Qin.

### Le pourtour méditerranéen
Parmi les monnaies grecques qui influencent les frappes monétaires anciennes, une mention particulière doit être faite des pièces macédoniennes dont la diffusion accompagna, à la fin du IVe siècle av. J.-C., les succès des rois de Macédoine (Philippe II de Macédoine et Alexandre le Grand).
Les monnaies métalliques vont se répandre rapidement sur tout le pourtour méditerranéen.
Ainsi, les premières pièces métalliques frappées, au Ve siècle av. J.-C., sur le territoire qui forme aujourd'hui la France, semblent l'avoir été dans la région de Marseille, très tôt colonisée par les Grecs. Le dessin des monnaies de la cité phocéenne montre à l'évidence leur parenté avec certaines cités grecques.

### Le système monétaire romain et son évolution

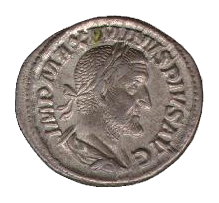
Denier impérial romain de Maximin (235-238)

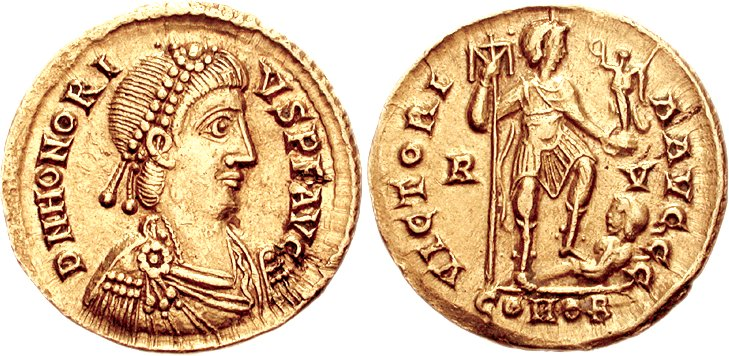
Solidus d'Honorius (395-423)

En contact depuis ses débuts avec les commerçants grecs, Rome imite la Grèce en matière monétaire. Un atelier monétaire romain est institué au IIIe siècle av. J.-C. et installé sur le Capitole, à proximité du temple de Junon Moneta. Les mots monnaie, moneda, money... dérivent de ce qualificatif Moneta qui signifie « l'avertisseuse, celle qui donne l'alerte ».
Les premières monnaies métalliques romaines (aes ou as) sont de petits lingots de bronze marqués d'un bœuf u d'un autre signe. Les monnaies de bronze sont ensuite coulées au poids d'une livre, avec des sous-multiples. Le « denier » (denarius ou pièce de dix as), frappé en argent, apparait à la fin du IIe siècle av. J.-C.
Puis, au début de l’ère chrétienne, Auguste réorganise le système monétaire sur le principe du trimétallisme : L'aureus pèse environ 8 g d'or, sa parité avec le denier d'argent est fixée à 1/25e, tandis que le denier lui-même équivaut à 4 sesterces de laiton. Monnaies d'échange, les pièces deviennent aussi des instruments de propagande à la gloire de l'empereur.
Les dépenses militaires accrues du IIIe siècle entraînent de nombreuses dévaluations de la monnaie sous forme de changement des titres des pièces en métal précieux. Emporté par l'inflation du IIIe siècle, ce système est réformé au début du IVe siècle sous Dioclétien et Constantin avec entre autres monnaies la création du solidus ou sou d'or.
Le solidus, ainsi lancé, a marqué les esprits autant que la langue française puisque du terme « solidus » nous est venu le mot sol qui a donné par suite le « sou » (cf. aussi soldare, payer un « soldat »).
La monnaie romaine subit de nombreuses modifications qui s'apparentèrent parfois à de véritables métamorphoses. Les manipulations romaines des monnaies leur ont valu une certaine mauvaise réputation auprès d’auteurs respectueux des canons de l’orthodoxie monétaire, au point que certains y ont vu une des sources de la chute de l’Empire romain[réf. nécessaire]. JK Galbraith ironisera sur ces raisonnements idéologiques en notant qu’après tous les Romains réussirent à dominer le monde pendant des siècles avec et peut-être grâce à une monnaie fondante.

### La Chine
En Chine, on trouve très tôt l’utilisation d’outils métalliques comme intermédiaires dans des échanges (des couteaux et des houes) ainsi que des lingots métalliques, notamment en argent. On ne passe à une véritable monnaie avec tous ses attributs qu’à compter du règne de Qin Shi Huangdi (221-210 av. J.C.), qui non seulement unifia la Chine et créa la grande muraille mais imposa aussi l’usage exclusif de la monnaie ronde à trou carré en cuivre qui survécut jusqu’en 1837. C’était une véritable monnaie : elle servait à payer les troupes et était acceptée pour payer l’impôt. La société l’utilisait sur les marchés sous forme de ligature de Sapèques encore que des formes non monétaires de règlements aient persisté jusqu’aux époques modernes, la forme monétaire connaissant à certaines périodes des éclipses importantes. Il n’y eut jamais assez d’or et d’argent pour frapper des pièces en ces métaux. Mais les gros commerçants restèrent fidèles au lingot d’argent à travers les siècles, la Chine étant une destination de choix pour ce métal.

## Diffusion des monnaies métalliques en Europe

### Le modèle romain
Avec le développement de l'Empire, le système monétaire romain s'impose largement dans le monde méditerranéen occidental et européen. La cessation au cours du IIIe siècle des frappes monétaires par les cités helléniques qui ne peuvent suivre le mouvement inflationiste finit d'unifier le système monétaire romain pour tout l'Empire.

### La chute de l'Empire romain
Après la chute de l'Empire romain d'Occident, l'usage de cette monnaie se perpétue encore longtemps à Byzance. En Occident, même si sa circulation se réduit plus rapidement, il continue à jouer un rôle d'unité de compte pendant près d'un millénaire. Francisé en sol ou sou, le terme a traversé les siècles ; il a aussi donné « solde » et « soldat ».
L'or provenait principalement de la Méditerranée, en particulier des monnaies de l'Empire byzantin, le nomisma, puis le besant. Mais vers 650, la géographie économique et monétaire se modifiait au profit du Nord, d'où venaient les « sceattas », des monnaies d'argent anglo-saxonnes et frisonnes (actuels Pays-Bas). En outre, l'or se fait plus rare et plus cher après la chute de l'Afrique byzantine et la prise de Carthage.
Vers 675, en Gaule, le sou d'or est complété, puis remplacé par une pièce d'argent, le denier, du nom de l'ancienne monnaie romaine d'argent. Douze deniers font un sou. Les pièces sont produites un peu partout et revêtent de multiples aspects.
En 692, le calife Abd al-Malik de Damas introduit le dinar d'or dans le monde musulman. Il s'imposera comme la monnaie de référence dans toute la Méditerranée et même au-delà pendant des siècles.
Les réformes monétaires byzantines et arabes, le succès des monnaies anglo-frisonnes, l'exploitation de nouveaux gisements argentifères et des circonstances politiques internes pérennisent l'adoption de l'étalon argent sous l'égide des Carolingiens. Charlemagne, faute d'approvisionnement suffisant en or, se résigne à mettre en circulation une nouvelle monnaie de référence, le denier d'argent (de 1,36 g à 1,80 g d'argent). En prescrivant de tailler 240 deniers dans une livre d'argent, Charlemagne jette les bases d'un système monétaire et comptable qui persistera, en France jusqu'à la Révolution : 1 livre = 20 sous ou 240 deniers, et un sou = 12 deniers et au Royaume-Uni jusqu'en 1971. En outre, est frappée une division du denier, l'obole d'argent, qui correspond à sa moitié.

### Les monnaies métalliques au Moyen Âge

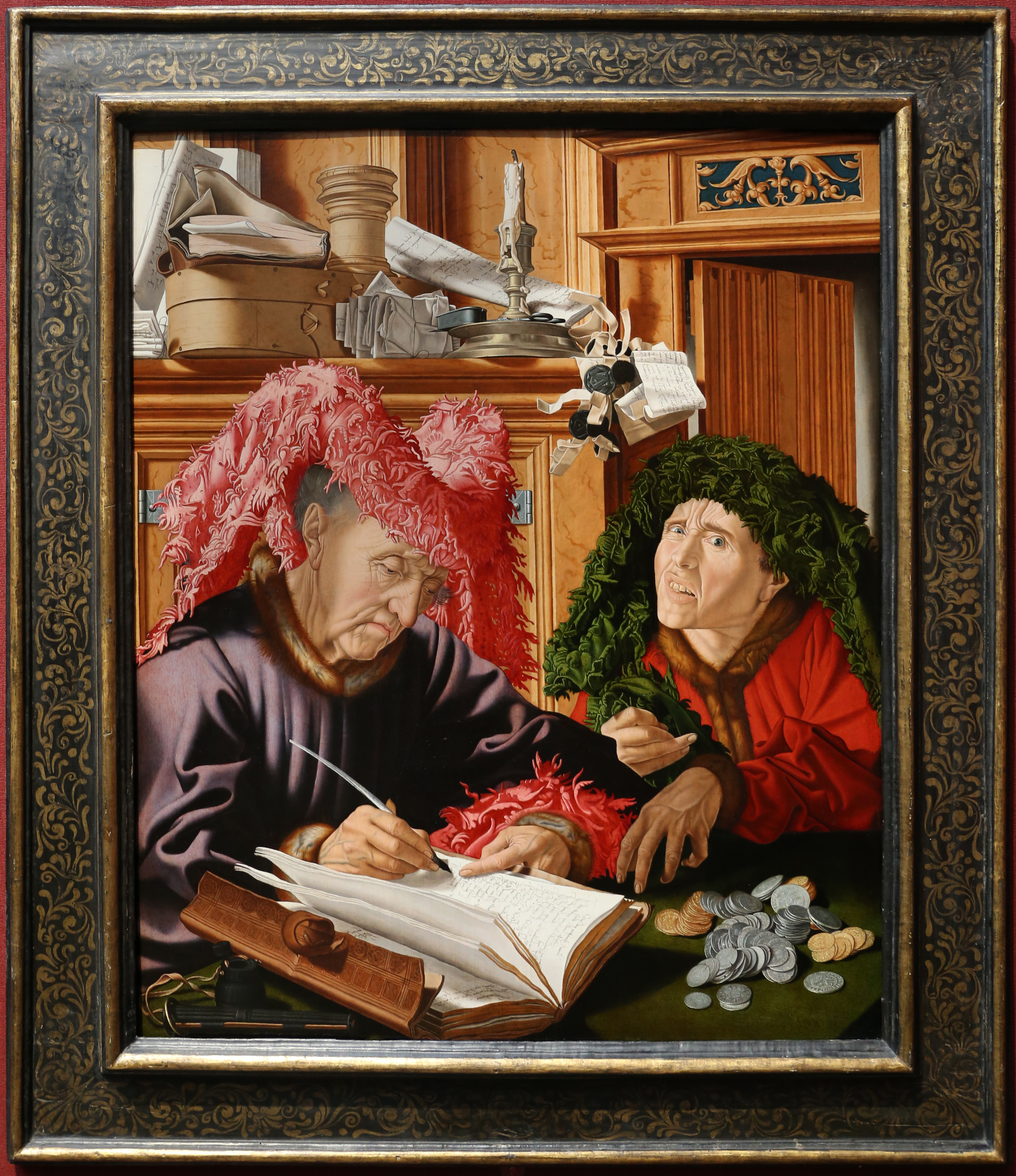
Le Changeur, peinture de Marinus van Reymerswaele créée vers 1540 exposée au National Gallery de Londres.

L’usage de la monnaie connaît une régression dans l’Europe du Haut Moyen Âge avec les restrictions au commerce et la mise en place presque partout de systèmes féodaux laissant peu de places aux libertés économiques. Le troc, c'est-à-dire l'échange de marchandise contre une autre devient la règle. Les Mérovingiens utilisent la monnaie ancienne et abandonnent même la frappe nouvelle sur le modèle des anciennes pièces à des villes ou des monastères[réf. nécessaire]. La monnaie est, plus ou moins selon les époques, visible chez l'élite ou chez les plus aisés, et le reste du peuple ne la connaît pas. Des générations entières de personnes, surtout à la campagne vont vivre sans jamais voir circuler de monnaie. De plus, la monnaie était difficilement échangeable, sauf si les pièces étaient en or ou en argent.
La pénurie d'espèces, chronique durant cette période, amène a réinventer la monnaie scripturale, sous la forme du bâton de comptage, de la lettre de change (lettre d'eschange), etc., outils qui vont se développer tandis qu'en Europe se développe le commerce maritime et que sont rouverts les axes d'échanges terrestres nord-sud.
Les Carolingiens, du fait de la reconstitution d'un vaste territoire, sont moins laxistes et frappent monnaie ainsi que leurs successeurs, mais en quantités limitées par pénurie de métaux précieux. En 781, Charlemagne remplace les pièces anciennes par une réformation, créant une nouvelle monnaie frappée en argent. L'unité de base reste le denier, mais un nouvel étalon apparaît : la livre qui vaut 240 deniers. Le solidus (sol ou sou), dont le prestige demeure grand, n'a plus d'existence propre mais devient un multiple du denier. On a ainsi : 1 livre = 20 sous de 12 deniers = 240 deniers, qui reste calqué sur le système hérité des Romains.
Ce système monétaire restera en vigueur pendant mille ans. Il permettra une reprise des échanges commerciaux et une première renaissance économique.
En Asie mineure, la monnaie d’or reste en circulation pendant toute la durée de l’Empire Romain d’orient. Le monde musulman, s’inspirant du monnayage parthe (IIIe siècle), met en place un système monétaire trimétallique : le dinar d’or vient du syriaque denarius aureus, pièce d’or pour le nom et du solidus pour le poids. Le dirham est la drachme de l’antiquité et le fels, le follis de la haute époque byzantine. La grande réforme de 696 vit la refonte (au sens propre) totale des premières monnaies et la mise en place peu après de monnaies faisant référence à l’Hégire et au Coran.
Au Moyen Âge, toutes les unités monétaires sont définies partout en référence à leur poids d’or ou d’argent. Sous réserves du contrôle de l’aloi, les monnaies peuvent être changées et substituées partout sur la base de leur poids d’or et d’argent. À partir du IXe siècle, le commerce renaît avec des foires de plus en plus importantes en Flandre, dans les régions de la Baltique et en Toscane. Des villes comme Bruges, Brême, Gênes, parviennent à obtenir des franchises et les marchands des latitudes par rapport aux seigneurs, aux princes et au clergé.
Au cours de la nouvelle période d'expansion économique européenne débutée au XIIIe siècle réapparaissent ainsi les monnayages d'or. La première pièce est le gennaro d'oro de Gênes en 1250, imitée par sa rivale Pise, puis par Florence avec le florin en 1252. Rejoignant la compétition, Venise lance en 1283 le ducato d'oro, monnaie d'or calquée sur les précédentes mais qui va inonder l'Europe et le Levant durant près de trois siècles.
Au nord et au centre de l'Europe, c'est cependant le monnayage d'argent qui va continuer de s'imposer : la raison est avant tout minière. En Bohême, vont être extraites des centaines de tonnes d'argent métal, donnant naissance à la frappe du thaler, gros module de 25 g. Dans ce contexte d'échanges entre nord et sud, l'équilibre entre l'argent et l'or se fragilise, suivant l'offre et la demande. Des places boursières régulatrices ouvrent à Anvers, Venise et Francfort.
En France, Saint Louis crée le tournois d'argent et l'écu, d'une valeur de 10 sous tournois.

## Avènement des formes modernes de monnaie

### Les premières substitutions du papier au métal
Alors que la monnaie représente déjà une certaine quantité de biens, qu'on ne pourrait pas manipuler aussi facilement, l'étape suivante est la mise en place d'une monnaie de second niveau, qui elle-même représente une grande quantité de monnaie métallique laissée en dépôt en lieu sûr. Ainsi apparaît la monnaie papier, connu en Chine dès le XIe siècle (comme le jiaozi), qui ne représente originellement qu'une dette (et donc un crédit) payable à vue sous forme de métal ou d'autres biens, lesquels sont conservés comme dépôt de garantie.
La lettre de change, qui se répand à l'époque des marchands de la Péninsule italienne, dès le XIIe siècle, au sein des républiques (Venise, Florence, Gênes, Sienne), est une des premières voies de substitution du métal au papier.

### Le mercantilisme et la monnaie

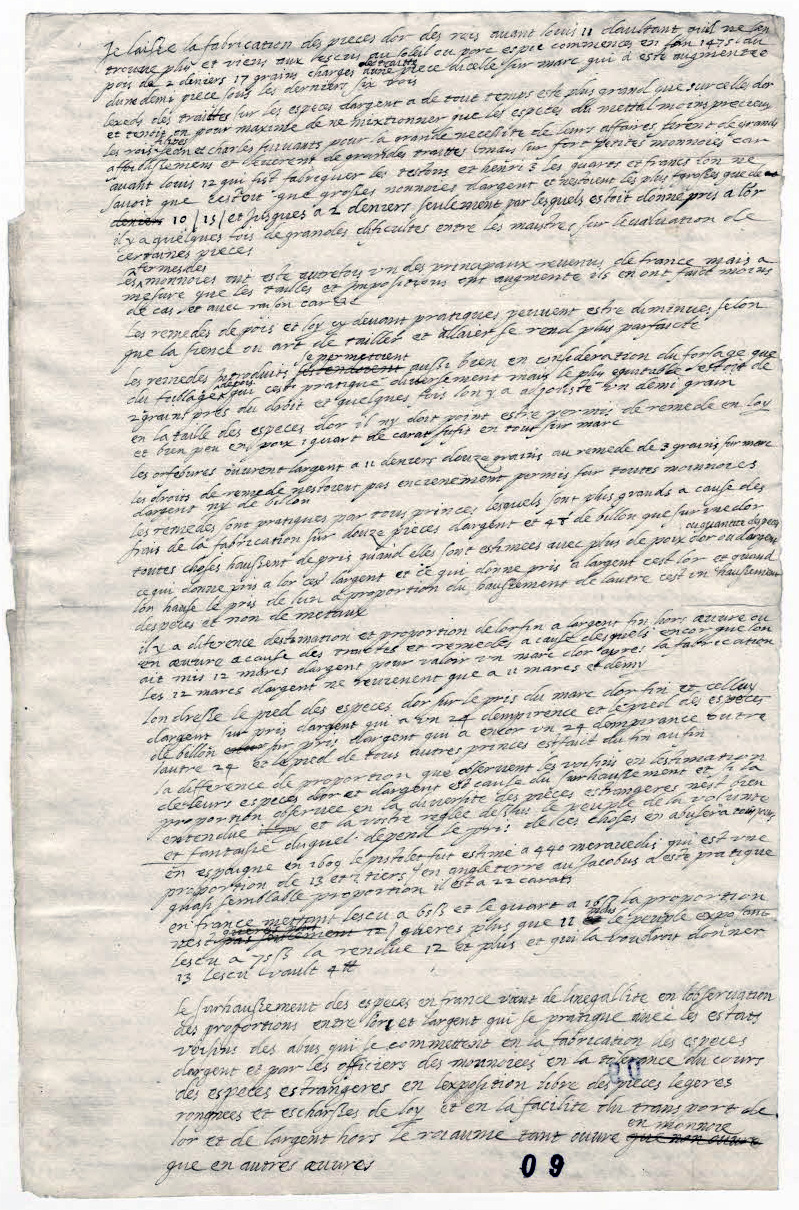
Note autographe de Sully sur l'assainissement de la monnaie. Page 1/2 Archives Nationales AE-II-2509

Les conceptions mercantilistes dominent de 1450 à 1750. Contemporaines de l’émergence des grands États modernes, de la réforme religieuse, d’une montée des échanges et de la production, de la découverte des Amériques et des Indes, d’un gonflement de la richesse mobilière plus rapide que celui de la richesse liée à l’exploitation de la terre, elles posent la question de la richesse du Prince donc de celle de la nation.
Avec l’abondance des métaux précieux en provenance des mines d’Amérique du Sud se posent de nombreuses questions comme la relation entre cette abondance et la hausse des prix très forte que l’on constate partout en Europe, le bien-fondé des politiques commerciales qui laissent s’échapper le métal à l’étranger et donc la question de l’accumulation ou de la circulation des espèces. Ces réalités conduisent à une intense réflexion sur le rôle des monnaies et la législation qui s’impose aux échanges monétaires.
Des thèses font valoir que le marchand est puissant parce que riche d’espèces monétaires et que la puissance du prince est d’accumuler également les signes monétaires pour financer ses ambitions. D’autres soulignent qu’il s’agit d’une illusion, l’illusion chrysohédonique, et que la vraie richesse est ailleurs.
Au XVIe siècle, Copernic donne la première formulation de la théorie quantitative de la monnaie : « la monnaie se déprécie quand elle devient trop abondante », qui sera reprise par l'École de Salamanque et développée par Jean Bodin, qui publie en 1568 « Réponse à M. de Malestroit » puis au XVIIe siècle par John Locke et David Hume. Thomas Gresham donne son nom à une loi qui restera célèbre : l’abondance monétaire artificielle créée par des altérations politiques est une illusion car la « mauvaise monnaie chasse la bonne ». En fait c'est Copernic qui l'avait formulée d'une façon explicite un siècle plus tôt : « Une plus grande faute, consiste à introduire à côté d'une ancienne bonne monnaie, une nouvelle monnaie mauvaise, car, non seulement celle-ci déprécie l'ancienne, mais, pour ainsi dire, elle la chasse ».
L’activité manufacturière considérée dans un premier temps comme le moyen d’accumuler de la monnaie, par un renversement de point de vue remarquable, devient un objectif per se, la monnaie abondante et peu chère en étant le moyen. Ces conceptions triomphent notamment en Angleterre et dans ses colonies à la fin du XVIe siècle et au début du suivant. Elles peuvent se résumer par cette règle : l’abondance de la monnaie et un taux convenable d’intérêt sont deux facteurs du développement de l’activité. Ce sont ces conceptions qui conduiront à la constitution de banque d’émission des billets comme complément et finalement substitut des monnaies métalliques.
Mais pendant toute la période des idées contraires sont proposées : Antoine de Montchrestien (1576-1621) publie en 1615 son « traité d’économie politique », imposant le nom de la nouvelle discipline, qui défend le nationalisme économique, les restrictions au commerce et exprime une grande méfiance vis-à-vis de l’excès de monnaie qui hausse les prix et déséquilibre les échanges extérieurs. Il souligne la nécessité d’une intervention forte de l’État.

### Les orfèvres deviennent banquiers
Les économistes admettent communément que le processus de création monétaire bancaire (monnaie de crédit)[réf. nécessaire] serait apparu vers le milieu du XVIIe siècle, à Londres et à Stockholm, quasi simultanément.
En 1640, le roi Charles Ier, en proie à de graves difficultés financières, fait saisir les lingots d'or et d'argent déposés à la Tour de Londres (alors Hôtel des monnaies). Les aristocrates réagissent immédiatement en transférant leurs métaux précieux, sous forme de lingots, de poudre ou de pièces, et autres objets de valeur, dans des refuges considérés comme plus sûrs, les boutiques d'orfèvres. Ils reçoivent alors en contrepartie un reçu nominatif et détaillé, appelé « certificat de dépôt », qui leur permet de récupérer à tout moment (à vue, c'est-à-dire sans échéance de retrait et sur présentation du document), après avoir acquitté un droit de garde modique, les valeurs mises en dépôt. La boutique de l'orfèvre n'est alors qu'une simple consigne bien protégée, un coffre-fort sous la responsabilité d'un orfèvre, auquel les aristocrates et les grandes fortunes commerçantes accordent leur confiance pour qu'ils gardent leurs richesses personnelles.
Peu à peu, ces orfèvres vont proposer d'émettre des reçus anonymes mentionnant une valeur en livres sterling plutôt que les objets précisément déposés. Les orfèvres devenus des fournisseurs de monnaie acquièrent alors un nouveau statut et les boutiques d'orfèvres deviennent des « banques de dépôt ».
En fait les premières banques de dépôt étaient nées 30 ans plus tôt lorsque furent émis à Amsterdam (1609) puis à Hambourg (1619) des certificats de dépôts libellés dans la monnaie de compte du lieu, garantissant ainsi au détenteur du certificat un avoir, par exemple en florins d'argent.
L'anonymat du certificat est important, car le remboursement peut se faire simplement par prélèvement sur l'ensemble de l'encaisse détenue par la banque, « réserve » composée d'éléments interchangeables. De plus à partir de 1655, ces certificats de dépôts sont de plus en plus souvent créés pour des sommes rondes et au porteur[pas clair]. Le déposant peut alors remettre en paiement directement le certificat, au lieu d'être obligé de venir retirer les pièces avant de les transmettre au créancier (avec évidemment l'assentiment de ce dernier). Celui-ci pourra à son gré, soit à son tour utiliser ce certificat en tant que moyen de paiement, soit se faire rembourser en espèces au moment et à l'endroit désirés (les orfèvres londoniens disposent alors d'un large réseau de correspondants dans tout le royaume et à l'étranger). Ces deux innovations facilitent ainsi l'utilisation et la circulation des certificats et en corollaire contribuent aussi à retarder les demandes de remboursement en espèces.
Dans un tel contexte, les certificats de dépôts ne font cependant que compenser exactement le montant d'espèces métalliques présentes dans les coffres et retirées de la circulation active. La masse monétaire demeure strictement inchangée, seul l'aspect matériel des paiements est modifié, la circulation de papiers se substituant partiellement à la circulation métallique.
Mais les orfèvres vont s'apercevoir que le stock de métaux précieux ne descend jamais en dessous d'un certain seuil pour deux raisons :
- en vertu de la loi des grands nombres, à un moment donné les dépôts et les retraits se compensent largement, des dépôts nouveaux tendant à équilibrer les retraits ;
- les détenteurs des certificats accordent une grande confiance aux orfèvres, de sorte qu’ils en demandent rarement la conversion. Tous les billets ne seront pas présentés à la fois pour être convertis.

Une couverture métallique à 100 % des certificats est devenue inutile puisqu'une petite encaisse (de l'ordre du tiers semble-t-il à l'époque) suffit à parer aux retraits imprévus. Plutôt que de conserver cet or et cet argent qui « dorment », mieux vaut dès lors les faire fructifier. Face à ce constat, vers 1665, les orfèvres vont alors commencer à émettre des certificats en échange d'un titre de dette et non d'un dépôt d'or ou d'argent. L'orfèvre remet à son client emprunteur, privé ou public, des billets en tout point identiques aux autres.
La valeur faciale de l'ensemble des certificats émis est désormais supérieure à la valeur du stock métallique détenu, la différence représentant la valeur du portefeuille d'effets escomptés (qui figurent dans les avoirs puisque l'orfèvre-banquier conserve dans ses coffres ces reconnaissances de dettes). Il y a bien là création monétaire puisque le volume de moyens de paiement disponibles s'est accru.

### DuThalerau Dollar
La première monnaie courante des temps modernes et d'un usage international a été frappée en Autriche sur le modèle du thaler. En 1750, pour renouer avec le succès du Reichsthaler décrété unité de compte de l'Empire en 1566 à Leipzig sous l'impulsion de l'empereur Charles Quint, l'impératrice Marie-Thérèse de Habsbourg fait frapper le Konventionstaler en argent à son effigie. Appelé communément le Maria Theresien Thaler (MTT), il devient peu à peu une monnaie internationale très prisée dans les colonies espagnoles et anglaises d'Amérique, et jusqu'en Afrique orientale. Après la mort de la souveraine, en 1780, elle continuera d'être frappée avec la date de 1780 et à être exportée.
Cependant, le reichsthaler est concurrencé par deux autres monnaies également prisées dans les échanges avec les colonies et qui symbolisent deux empires maritimes importants : la pièce de 8 réaux espagnole (La pièce de huit) et le rixdale néerlandais, qui sont d'un poids quasi équivalent. Ce dernier abondait dès le début du XVIIe siècle dans les comptoirs néerlandais situées sur la Côte est des États-Unis actuels, puis entra en concurrence avec les monnaies britanniques. En 1775, trois types de pièces au moins circulent sur le sol des colonies américaines, quand fut créé le dollar continental directement calqué sur la pièce de huit espagnole.
Le mot dollar, par opposition à celui de pound (livre anglaise), s'imposa aux colons révoltés dès le début du conflit avec les Britanniques. Il est une déformation du mot thaler.

### Les aléas du bimétallisme de la Renaissance à 1873
La banque naît, d’abord sous la forme de changeur puis rapidement sous celle de banque au sens moderne. Venise, républicaine et indépendante, devient la plateforme monétaire en Occident, dès le XIIe siècle. Son succès est basé principalement sur l’arbitrage entre les cours respectifs de l’or et de l’argent entre Orient et Occident. Elle assèche l’argent existant en Europe provoquant de nombreuses difficultés monétaires et par ricochet favorisant les manipulations monétaires. Les rois de France usent de tous les artifices pour fausser en leur faveur le rapport entre valeur nominale des monnaies et teneur en métal.
L’histoire monétaire devient celle de la production relative de l’or et de l’argent et des conséquences de la variation des taux d’échange entre ces deux métaux (ils varieront de 1 à 7 et de 1 à 12 pendant toute cette période). L'arrivée de l'or venu des Amériques a de profondes conséquences : on estime qu'entre 1450 et 1550, la masse monétaire en Europe (hors Empire ottoman) est multipliée par huit. Mais l'argent reste la monnaie principale en Europe. 
La découverte massive de l’or du Klondike, puis de nouvelles techniques d’extraction de l’or qui permettent d’obtenir des rendements accrus en Australie et en Afrique du Sud entraînent une hausse spectaculaire de la production : de 1851 à 1860 on produit la moitié de tout l'or sorti de terre depuis 1500 ans (2 000 tonnes contre 4 000 tonnes).
Cet afflux entraînent de graves difficultés pour le bimétallisme or et argent à partir du milieu du XIXe siècle. L’argent métal finira par être démonétisé, le passage au monométallisme d’or en 1873 aux États-Unis, marquant la fin du processus au prix d’une crispation politique d’une rare intensité dans ce pays. Elle durera jusqu’à la guerre de 40, sous la pression des États américains producteurs d’argent.

### De la monnaie métallique à la monnaie fiduciaire
Plusieurs étapes conduisent à l'essor de la monnaie fiduciaire telle que nous la connaissons aujourd'hui :

#### Lebimétallisme
Jusqu'au XIXe siècle, toutes les monnaies sont définies à la fois par rapport à l'or et par rapport à l'argent (métal). Chaque État, en fonction de ses disponibilités métalliques, utilise préférentiellement l'un ou l'autre métal, et se sert de l'autre comme appoint. Les pièces d’or et d’argent notamment, de par leur valeur intrinsèque, circulent fréquemment en dehors de leur pays d’origine. Les découvertes minières et les évolutions financières dans une économie largement mondialisée à l'époque font fluctuer les proportions entre les deux métaux, et le développement de la monnaie papier et du crédit permettent de limiter les besoins de métal, et de supprimer l'argent-métal comme étalon.
La révolution anglaise et l'établissement de la Banque d'Angleterre en 1694, la révolution française puis la création de la Banque de France instaurent un nouveau marché financier dominé par les banques. Ces États font le choix de nouvelles unités et de dénominations matérielles des signes monétaires à leur valeur faciale, ce qui met fin au système dualiste (existant depuis les Carolingiens) et aux possibilités de mutations nominales qu'il autorisait. Ils mettent fin également au droit de seigneuriage.

#### Les troubles monétaires après la guerre de 1914 et la montée du keynésianisme
La Première Guerre mondiale et industrielle avec ses énormes prélèvements en hommes et en richesses en même temps que la déstabilisation totale des relations économiques internationales qu’elle provoque, va signer l’échec des pratiques issues des doctrines dominantes avant guerre et provoquer un renouvellement complet de la pensée monétaire. La main passe aux partisans de l’activisme monétaire et au-delà de l'interventionnisme des États.

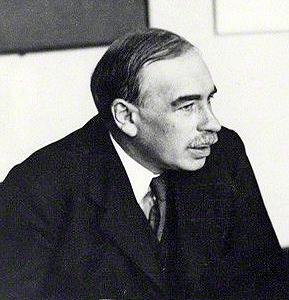
John Maynard Keynes

Les États après guerre ne parviennent pas à rétablir l’étalon-or et doivent faire face à des crises multiples (hyperinflation en Autriche et en Allemagne), récession de 1921 aux États-Unis et dans une grande partie du monde, en même temps que des guerres et des révolutions continuent un peu partout. La conférence d’Athènes au début des années 1920 met en place un système de Gold Exchange, qui fonctionne mal. La tentative de restauration de la monnaie anglaise sur des bases surévaluées provoque une récession. On parle encore « d’assainissement » des diverses monnaies quand la crise de 1929 survient et prouve l’incapacité des banques centrales à éviter la récession. Pour certains, elles ont même eu une certaine propension à l’aggraver.
Sur les ruines du modèle prévalent en 1900 s’installe une nouvelle orthodoxie autour de l’œuvre majeure de John Maynard Keynes : « théorie générale de l’emploi de l’intérêt et de la monnaie » publiée en 1936, trop tard pour être d’un intérêt pratique pour sortir de la dépression, mais dont la propagation rapide en fera le guide des politiques économiques d’après guerre. Keynes fait valoir que la loi de Say (pour simplifier : l’offre fournit les moyens de sa propre demande) est fausse et qu’on peut aboutir à des situations de chômage par insuffisance de la demande globale. L’action par les taux d’intérêt pour ranimer la conjoncture est inefficace et il faut une politique macro économique conduite par les gouvernements pour assurer le plein emploi.
Ces idées devenues dominantes à travers le monde conduiront à une extension ininterrompue et massive de la place de l’État dans l’économie et à une hausse corrélative des impôts, de la dépense publique et de la dette publique. En France, par exemple, en 2006, la dépense publique est supérieure à la valeur ajoutée des entreprises du secteur marchand. Ce mouvement général dans les économies développées suscitera une réaction conservatrice.

#### La courte période de l’étalon-or

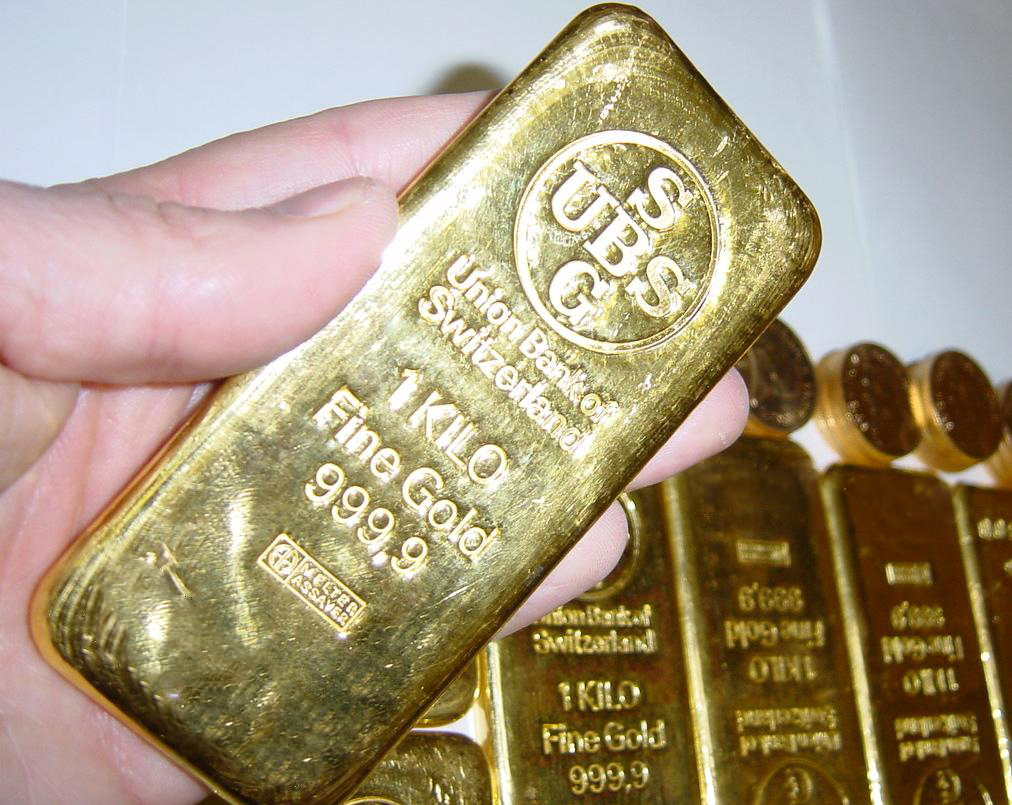
Lingot d'or estampillé par UBS.

En sa forme dite « classique » (jusqu'en 1914) : toutes les monnaies sont définies par rapport à l'or. La monnaie-papier est un substitut à l'or (une once d'or équivaut à 20 dollars, 4 livres britanniques, etc.). Les taux de conversion de chaque monnaie en or, et donc entre elles, sont fixes. Cela assure la stabilité de la monnaie et empêche une inflation provoquée artificiellement par une augmentation de la masse monétaire (procédé auquel les États auront constamment recours par la suite).
En 1865, est créée l'Union monétaire latine, une convention monétaire entre la Belgique, la France, l'Italie et la Suisse, convention à laquelle adhère la Grèce en 1868. Cette convention est restée en vigueur, moyennant plusieurs aménagements, jusqu'au 1er janvier 1927. Elle avait pour but d'harmoniser les monnaies de ces pays (module, titre, poids) qui avaient ainsi une circulation transfrontalière.
L’étalon-or exclusif, pratiqué jusque-là principalement par le Royaume-Uni, connaîtra une période de vie universelle relativement courte : 40 ans. L’argent reste en circulation comme pièces mais n'est plus étalon de valeur. Il s’agit d’un système international autorégulé qui marche effectivement comme la théorie le veut : quand un pays est en déficit commercial (croissance trop forte de sa consommation par rapport à sa production), il se vide de son or et le crédit se renchérit ; la consommation est poussée vers le bas, la production voit sa rentabilité croître et l'équilibre peut se rétablir. En sens inverse les économies recevant de l’or voient leur crédit augmenter ainsi que les affaires et les prix. Mais ces ajustements ne vont pas sans grincements et on leur impute la responsabilité des difficultés économiques sérieuses dont ils sont la conséquence[réf. nécessaire]. Il n’y a pas ou peu d’inflation, ce qui permet un financement sain et assure la prospérité des épargnants ; une classe de rentiers peut exister. La révolution industrielle s’épanouit un peu partout en même temps que les banques et les bourses prennent de l’importance. Les crises spécifiques qui les affectent, comme la crise sévère de 1907 aux États-Unis, n’ont pas d’effet sur la valeur respective des monnaies. Le commerce international connaît un immense développement.
La guerre de 1914 signe la mort programmée de l’étalon-or. Contrairement aux illusions, la guerre se révèle longue, coûteuse et très nuisible à l'activité économique, donc aux bases fiscales et aux revenus des États. Le crédit international et la planche à billet sont mobilisés : les États belligérants suppriment la convertibilité des monnaies en or et en assurent la collecte auprès des particuliers. L’or quitte les coffres européens pour les pays fournisseurs et notamment les États-Unis, où les autorités fédérales mises en place en 1913 (en particulier la Fed) tentent par tout moyen d’éviter que l’afflux d’or ne provoque un excès de création monétaire et d’inflation.
Au sortir de la guerre, revenir immédiatement à l’étalon-or signifierait prendre acte de l'appauvrissement colossal des belligérants et l'enrichissement (relatif) des États-Unis et autres pays fournisseurs (Argentine, etc.). Or, si le développement de l'économie américaine suscite un besoin de monnaie qui lui permet aisément d'absorber l'or européen, à l'inverse, l'Europe fait face à un grave problème : impossible de rembourser en or les monceaux de dettes accumulés, mais impossible d'annoncer froidement aux épargnants qu'il ne reverront pas leur or (et qu'ils doivent se serrer la ceinture).
En 1922, les accords de Gênes mettent en place un système dit d'« étalon change-or » (Gold Exchange Standard ou GES) établissant une certaine parité entre les monnaies et l'or. En fait, seuls la livre sterling et le dollar sont réellement convertibles en or. Les autres monnaies ne sont convertibles qu’en dollar ou en livre, et ce, sous le contrôle de leur gouvernement respectif. Un tel système permet de faire comme s'il y avait plus d'or en circulation qu'il n'y en a réellement, sur le même principe que celui des réserves fractionnaires des banques (plus de billets que de réserves métalliques en dépôt). Des dévaluations explicites (diminution du taux de change) ou implicite (inflation) complètent le tableau, non sans douleur.
Le système de 1922 ne résiste pas très longtemps. La crise de 1929, la Seconde Guerre mondiale et chaque crise subséquente sont l'occasion de fuir en avant toujours plus loin dans la fiduciarisation de la monnaie. Les recettes sont toujours les mêmes : planche à billet, contrôle des changes, suspension de la convertibilité, dévaluation, retour à la convertibilité et assouplissement du contrôle des changes, avant le cycle suivant.
Dans le système de Bretton Woods (juillet 1944), seul le dollar reste convertible en or. C'est le retour de l'étalon change-or et chaque pays contrôle la convertibilité de sa monnaie en dollar.
Jusqu'en 1971, le système monétaire international est resté mixte (métallique et fiduciaire) puisqu’il était possible d’échanger des dollars contre de l'or. Le 15 août 1971 la situation financière insupportable des États-Unis (notamment à cause des dépenses de guerre au Viêt Nam) conduisent le président Nixon à mettre fin à la convertibilité du dollar en or.
En 1976, cent ans après l'abandon du bimétallisme, la conférence internationale tenue les 7 et 8 janvier 1976 à Kingston conclut aux accords de la Jamaïque et entérine la disparition de l’or comme étalon monétaire, le cours des différentes devises devenant officiellement flottant.

##### L'étalon de change-or
(Durant la période : 1914-1971) : il s'agit d'un système mixte par lequel certains pays veulent conserver les avantages de l'étalon-or, alors que d'autres veulent se garder la latitude (via la « planche à billets ») d'avoir des taux de change variables. Ce système va devenir caduc en quelques décennies :
- Première Guerre mondiale : en raison du coût de la guerre toutes les monnaies européennes sont fortement dévaluées par rapport à l'or.
- 1922 : conférence de Gênes. Un nouvel ordre monétaire est mis en place où seuls les États-Unis conservent l'étalon-or classique. Le dollar repose sur l'or, la livre britannique sur le dollar, et les autres monnaies européennes sur la livre britannique.
- 1931 : le Royaume-Uni, conduit à augmenter sa masse monétaire, abandonne le système de change-or.
- 1934 : le dollar est défini comme 1/35 d'once d'or. Les citoyens américains n'ont pas le droit de posséder de l'or.
- 1944 : accords de Bretton Woods : le système monétaire repose sur le dollar, seule monnaie encore ancrée à l'or.
- 1971 : sous Nixon, les États-Unis, ne pouvant plus maintenir le prix de l'or à 35 dollars l'once ni éviter une dévaluation du dollar, abandonnent l'étalon-or.

#### Vers un système de changes flottants
La période de croissance continue et d’inflation modérée appelées «les trente glorieuses » construite sur les idées keynésiennes s’arrête après la crise mondiale de 1973-1974, la plus dure depuis la guerre, et la période de stagnation et d’inflation, appelée stagflation, qui s’ensuit pendant une dizaine d'années. L’échec de toutes les « relances keynésiennes » dans les années 1970 conduit à un retour en grâce des thèses monétaristes sur la base des travaux de l’école autrichienne, très influencée par l’hyperinflation autrichienne qui a suivi la fin de la guerre de 1914 et qui précédera celle de l’Allemagne. Elles cherchent à montrer que l’État en matière monétaire ne sait guère faire mieux que provoquer des crises.
Carl Menger reconnaît le rôle central de la monnaie et décrit son invention comme celle d'un ordre spontané. Les différents moyens d'échange primitifs ont été progressivement supplantés par ceux qui étaient les plus durables, les plus commodes à utiliser et dont la valeur était la plus pérenne à cause de leur rareté, c'est-à-dire les métaux précieux. Toutes les fonctions de la monnaie sont des aspects ou des conséquences de sa fonction de moyen d'échange. Cette attitude cohérente avec celle des classiques est développée par les économistes de la tradition autrichienne, dont Ludwig von Mises qui voit dans la création excessive de monnaie et de crédit par l'État l'origine unique des crises économiques.
Ils sont relayés par les écrits éloquents de Milton Friedman et des économistes de l’école de Chicago. Ils dénoncent comme illusoires les politiques de relance monétaire et intenables les changes fixes.
Ces conceptions ont conforté le système de changes flottants qui s’est instauré de facto depuis l’explosion du système de Bretton-Woods en 1971 et les politiques libérales de dérégulation financières et monétaires qui ont été largement mises en place ultérieurement, en dépit de protestations théoriques vives comme celle du Français Maurice Allais qui critique les changes flottants et les risques d’une nouvelle crise globale de crédit : « Ce qui doit arriver arrive », écrit-il.

##### Évolution du régime des changes
Le régime de change des monnaies entre elles dépend du système monétaire international et de la convertibilité des monnaies.
Une monnaie est dite inconvertible quand il est impossible de s’en procurer sur un marché libre. L’autorité monétaire se voit remettre les devises étrangères qu’elle convertit en monnaie locale selon sa règle propre. Elle délivre des devises à ceux qui veulent acheter à l’étranger ou s’y déplacer en fonction des disponibilités après que l’État s'est couvert de ses besoins. Un très grand nombre de monnaies sont aujourd’hui inconvertibles (même de très importantes comme le yuan chinois). 
Lors de crises sérieuses une monnaie convertible peut cesser de le devenir temporairement. En France, le contrôle des changes a été rétabli temporairement pour la dernière fois par le gouvernement Mauroy, sous la présidence de François Mitterrand, après la mise en place du Programme commun de gouvernement et la fuite de capitaux qu’il a provoquée.
Le système monétaire international définit le régime des changes que les grands pays sont décidés à mettre en œuvre entre eux. Après l’échec successif du Gold Standard après la guerre de 1914, puis du premier Gold exchange standard mis en place à Athènes en 1922, puis finalement du Gold Exchange standard institué par les accords de Bretton-Woods en 1944, les accords de la Jamaïque en 1976 ont défini un système de flottement généralisé des monnaies.

##### Le régime des changes flottants
Après l'abandon des accords de Bretton Woods, C'est l'explosion du système monétaire international. Les monnaies varient entre elles librement, suivant l'offre et la demande, et donc en principe selon la quantité de crédit émise par chaque pays. Il n'y a plus de contrepartie métallique à la monnaie émise, seulement de la dette. Le cours des monnaies s’établit sur le marché des changes, ce qui pose de nombreuses difficultés théoriques et pratiques. Le dollar devient la monnaie principale. Son cours fait le yoyo, avec des variations qui vont du simple au double, qui :
- provoquent de la part des industriels des critiques vives dès que leur monnaie devient forte.
- posent de graves difficultés aux « petites monnaies », qui peuvent perdre beaucoup de valeur et contraindre les autorités financières locales à monter très haut les taux d’intérêt. Les petits pays cherchent à y échapper en utilisant la caisse d'émission, la dollarisation, ou les systèmes de monnaies pivots (peg), avec des résultats mitigés.

L’histoire récente des changes flottants est marquée par une suite de crises financières et économiques :
- 1973-74 : « premier choc pétrolier » ;
- 1981-85 : « crise des dettes souveraines » (à la suite de prêts massifs aux pays du tiers monde en recyclage des pétrodollars générés par la hausse des cours du pétrole) ;
- Fin des années 1980 : « crise des Caisses d'épargne et des junk bonds » aux États-Unis ;
- 1991-93 : première récession depuis la Seconde Guerre mondiale ;
- 1994-95 : crise économique au Mexique, dite « crise Tequila » ;
- 1998 : crise des pays émergents, qui se traduit par la fin des parités fixes en Asie ;
- 2000-2001 : éclatement de la « bulle internet » ;
- depuis 2007 : « crise des subprimes ».

La création de l’euro, gérée par une banque centrale indépendante signifie pour les européens que :
- leur monnaie n’a plus de caractère symbolique national,
- n’est plus gérée par leur gouvernement,
- permet de réaliser librement toutes opérations financières sans risque de change.

Le refus de la Constitution européenne qui proposait de constitutionnaliser la monnaie européenne et ses institutions montrent l’importance de la monnaie comme thème politique.

## Le phénomène de dématérialisation

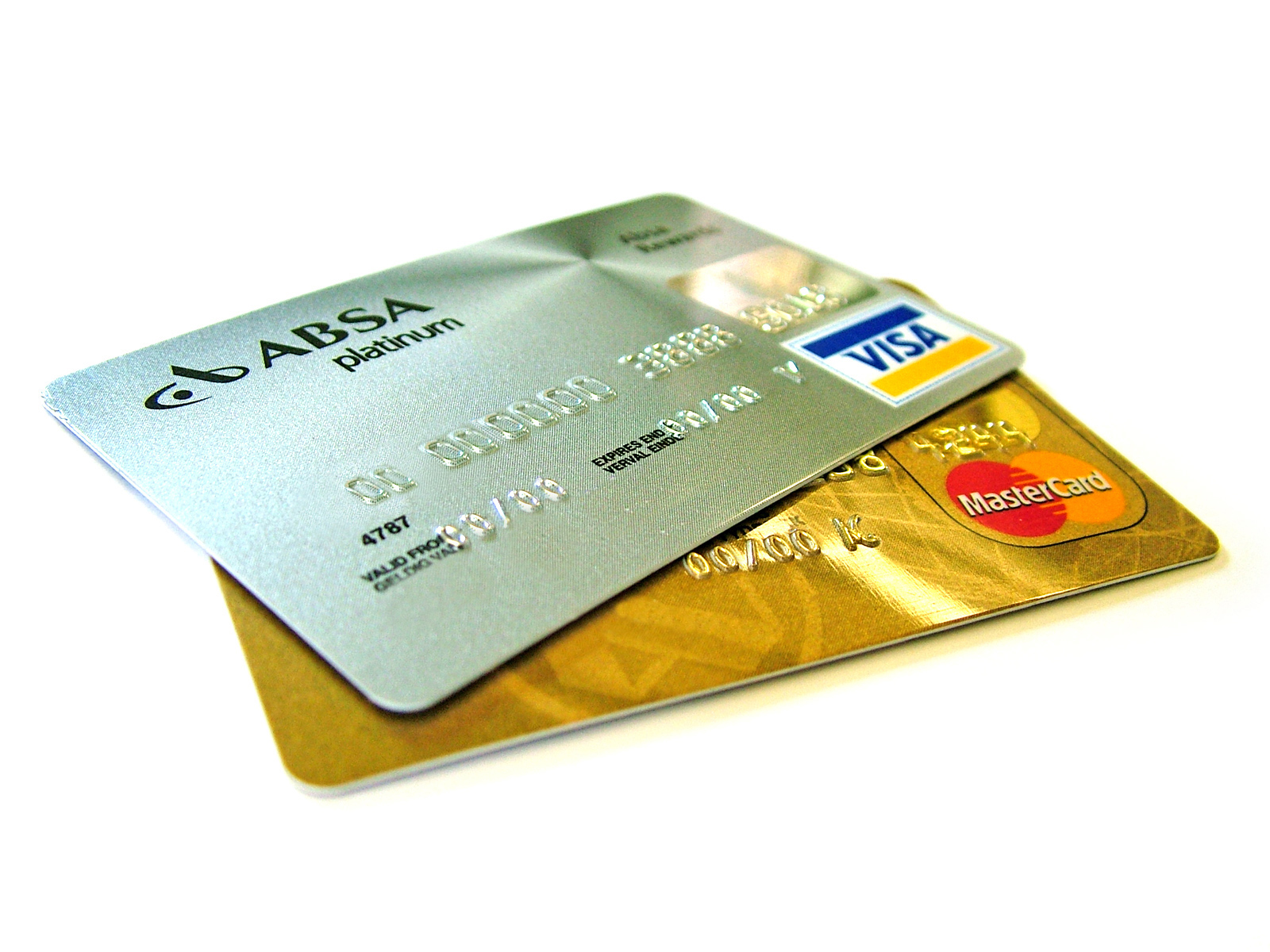
Carte de crédit.

Depuis 1971 avec la suspension de la convertibilité du dollar en or, la monnaie n'est plus garantie par de l'or en réserve. La monnaie scripturale (utilisé pour les dépôt à vue) a la particularité de pouvoir être créée ex nihilo par le système bancaire : c'est-à-dire à partir de rien, mais en contrepartie d'engagements économiques. Cette monnaie est créée par le mécanisme du crédit, dans les limites qui sont imposées aux établissements de crédit (réserves obligatoires, etc.), et détruite par l'extinction des dettes sous-jacentes (remboursement de prêt, etc.).
Cette dématérialisation explique, en partie, la montée en importance des comptes courants détenues par les ménages avec l’apparition de moyens de paiements électroniques qui offre la possibilité de virer de l'argent de compte à compte depuis un clavier d'ordinateur (une fonction qui fut possible dès avant l'invention d'internet), la carte bancaire de crédit qui apparaît dans les années 1960, puis la même carte mais à puce, et enfin le porte-monnaie électronique et la cryptomonnaie.

## Un exemple de monnaie commune: l'euro
- États membres de l’UEM en 2007.
- États Membres du MCE II.

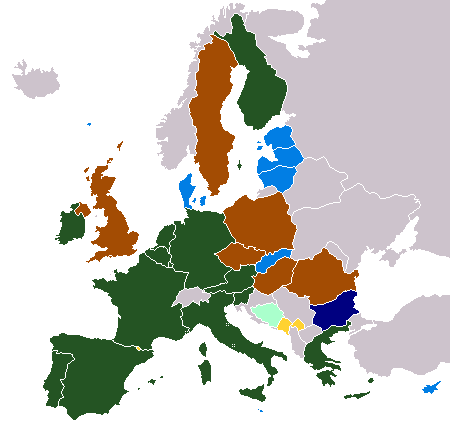
États membres de l’UEM en 2007.
États Membres du MCE.
États de l’UE non-membres de la zone euro.
États et territoires hors de l’UE où l’euro est utilisé.
Non-membres de l’UE qui utilisent couramment l’euro.

Cette nouvelle monnaie a été introduite le 1er janvier 1999 à minuit, quand les monnaies nationales des pays participants, alors au nombre de 11 (la Belgique, l'Allemagne, l'Espagne, la France, l'Irlande, l'Italie, le Luxembourg, les Pays-Bas, l'Autriche, et la Finlande), cessèrent d’exister à part entière et devinrent de simples subdivisions de la monnaie européenne. La Grèce, le Portugal sont entrés dans la zone euro le 1er janvier 2001. La Slovénie est entrée à son tour dans la zone euro le 1er janvier 2007, la Slovaquie le 1er janvier 2009, et enfin l'Estonie le 1er janvier 2011.
Durant la phase transitoire, les billets et les pièces des monnaies nationales continuent à être utilisés dans leurs pays respectifs, jusqu’à l’introduction des nouveaux billets et pièces le 1er janvier 2002. Certaines des anciennes devises gardèrent encore leur valeur légale jusqu’à la date butoir du 28 février 2002.
La date de fin de validité des monnaies nationales a varié d’un État à l’autre.
- La première monnaie à disparaître fut le Deutsche Mark, le 31 décembre 2001 à minuit,
- les dernières le firent le 28 février 2002, date à laquelle toutes les monnaies cessèrent d’avoir valeur légale dans leurs États respectifs.

Mais les banques centrales des États de la zone euro continuent d’accepter les billets et pièces des anciennes monnaies, et ce pendant plusieurs années (jusqu'à 2012 en France pour certains billets et 2005 pour les pièces). Certaines banques centrales, comme celle de l’Allemagne, continueront même à échanger les anciens billets nationaux sans limite de temps.

## Les systèmes monétaires depuis 2008
La crise bancaire et monétaire apparut durant l’été 2007 est traitée par des moyens monétaires (l’injection massive de liquidité) et macro économiques (déficit record, plan de relance d’investissement, distribution de pouvoir d’achat par baisses fiscales[réf. nécessaire]).
Entre 2007 et 2017, les bilans de la Réserve fédérale des États-Unis (Fed), de la Banque centrale européenne (BCE) et de la Banque du Japon (BoJ) sont ainsi multipliés par cinq. La réserve d’actifs de la Fed est, par exemple, passée depuis la crise de 2008 de 1000 milliards à 4500 milliards à la faveur de ses programmes successifs d’injection massive de liquidité dans l’économie.
Avec la pandémie de Covid-19, les politiques de relance mises en place par les gouvernements permettent de maintenir l'économie, la création monétaire étant souvent directement distribuée aux ménages ou aux entreprises, mais posent rapidement la question du risque d'inflation après la crise. Celle-ci se manifeste nettement dès l’été 2021,.
Les États formant les BRICS tentent depuis mars 2023 de sortir de la domination du dollar américain dans le cadre de leurs transactions : la Chine et la Russie se sont mises d’accord pour régler leurs échanges en renminbi, la monnaie chinoise. Le président brésilien s’est joint à cet accord et pousse pour que les BRICS (Brésil, Russie, Inde, Chine et Afrique du Sud) mettent fin à la domination du dollar. Dans la foulée, une vingtaine de pays ont indiqué leur souhait de rejoindre les BRICS.